# 适安里古民居群
适安里古民居群，位于中国广东省佛山市禅城区松风路适安里19、22–26号，类型为古建筑，公布时间为1998年4月30日公布为佛山市文物保护单位，登录名为适安里。2006年10月25日重新公布时更改登录名为适安里古民居群。
适安里的历史年代为清—民国。